# Euphorbia bayeri
Euphorbia bayeri är en törelväxtart som beskrevs av Leslie Larry Charles Leach. Euphorbia bayeri ingår i släktet törlar, och familjen törelväxter. Inga underarter finns listade i Catalogue of Life.